# Загорский (Ставропольский край)
Заго́рский — посёлок в составе Минераловодского района (городского округа) Ставропольского края России.

## География
Расстояние до краевого центра: 126 км. Расстояние до районного центра: 7 км.

## История
До 2015 года посёлок входил в упразднённый Первомайский сельсовет.

## Население
| 1989 | 2002  | 2010  | 2014  | 2021  |
| ---- | ----- | ----- | ----- | ----- |
| 1131 | ↗1293 | ↗1557 | ↗1600 | ↘1596 |

По данным переписи 2002 года, 85 % населения — русские.

## Образование
- Детский сад № 19 «Колобок»
- Средняя общеобразовательная школа № 18. Открыта 1 сентября 1925 года[9]

## Люди, связанные с посёлком
- Зароченцев, Егор Васильевич (1926) — участник Великой Отечественной войны 1941—1945 гг., кавалер ордена Красного Знамени[10].